# Lanvénégen
Lanvénégen (in bretone: Lannejenn) è un comune francese di 1 239 abitanti situato nel dipartimento del Morbihan nella regione della Bretagna.

## Società

### Evoluzione demografica
Abitanti censiti